# 창주서원
창주서원(滄州書院)은 대한민국 전북특별자치도 남원시 도통동에 있는, 조선시대 중기 문인 노진(盧禛)을 봉안한 서원이다. 1984년 4월 1일 전라북도의 문화재자료 제51호로 지정되었다.
이 서원은 조선 중기의 관리 노진을 모시고 제사 지내는 곳으로, 조선 선조때 남원 금지면에 세웠다가, 1959년에 지금의 자리로 옮겼다. 선조 33년(1600년)에 왕이 이름을 지어주고 재정을 지원해 주는 사액서원이 되었는데, 처음 서원의 이름은 〈고룡서원〉이었다. 노진은 충청도관찰사, 전주부윤, 대사헌 등을 지냈으며, 많은 유림들로부터 존경을 받았던 인물이다. 경내에는 사당인 명덕사와 강당, 그리고 고직사 등이 있는데, 이 가운데 강당은 최근에 지은 건물이다.

## 개요
옥계 노진의 학문과 덕행을 기리기 위해 세운 서원이다.
노진(1518∼1578)은 조선 명종 1년(1546)에 증광문과에 급제하여 충청도관찰사, 전주부사 등 여러 자리를 거쳤다. 그는 기대승·노수신·김인후 등의 학자들과 교류도 하였으며, 효성이 지극하여 정려도 세웠다.
창주서원은 선조 12년(1579)에 남원시 금지면에 고룡서원으로 지었으나 선조 33년(1600) 나라에서 '창주'라는 현판을 내려 창주서원으로 이름이 바뀌었다. 고종 때 흥선대원군의 서원철폐령으로 폐쇄되었으나, 1959년 지금 있는 자리에 복원하였다.
현재 서원에는 사당인 명덕사와 내삼문, 강당, 고직사 등의 건물이 있다. 명덕사 지붕은 옆면에서 볼 때 사람 인(人)자 모양과 비슷한 맞배지붕으로 꾸몄다. 안에는 노진의 위패를 모시고 있으며 해마다 음력 3월 20일에 제사를 지낸다. 강당은 옆면에서 볼 때 지붕선이 여덟 팔(八)자 모양인 팔작지붕 건물이다.

## 같이 보기
- 노진

## 참고 자료
- 창주서원 - 국가유산청 국가유산포털